# Гірєв Димитрій Матвійович
Димитрій Матвійович Гірєв, за документами — Димитрій Симеонович Гірєв (1 [13] червня 1889, пост Олександрівський, Сахалінський відділ — березень 1933, Ніколаєвськ-на-Амурі, Далекосхідний край; прізвище часто наводиться як Гіреєв або Геров) — російський полярний дослідник, був псарем в експедиції Роберта Скотта на Південний полюс.

## Життєпис

### Родина

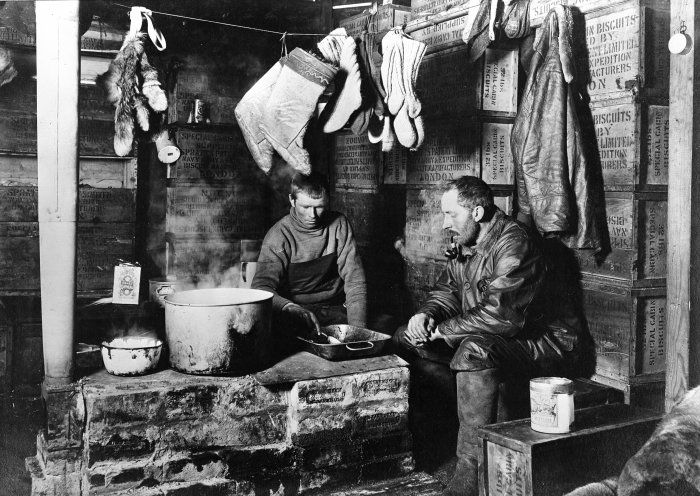
Димитрій Гірєв (зліва) і Сесіл Мірз в експедиції Скотта

Народився в Олександрівському посту на Сахаліні. Батько Матвій Іванович Космачов — столяр, засланий на Сахалін з Саратовської губернії; мати Євдокія Симеонівна Гірєва, заслана на Сахалін з Пермської губернії. Каторжан не вінчали в церкві, тому офіційно Димитрій записаний з материнським прізвищем та по батькові. Мати рано померла від туберкульозу. У 1897 році Дмитро з батьком переїжджають в Ніколаєвськ-на-Амурі, що в Зеленому Клині. Там він закінчив двокласне церковно-парафіяльне училище і стає учнем монтера на міський електростанції. Сім'я тримала 20 їздових собак — сахалінських хаскі — і з десяток нарт різних типів, і Дмитро рано вивчився на каюра — погонича собачих упряжок, підробляючи на доставці пошти і вантажів з Ніколаєвська.

### Екседиція Роберта Скотта
У Ніколаєвську Димитрій Гірєв зустрівся з англійцем Сесілом Мірзом, який прибув туди у пошуках їздових собак і каюра для експедиції Скотта в Антарктиду. Гірєв допоміг йому відібрати і закупити в нижньоамурських та північносахалінських гіляцьких селах і стійбищах тридцять одного їздового собаку породи сахалінський хаскі і шість нарт різного типу; після цього його самого зарахували до складу експедиції. Крім нього, в експедиції був іще один громадянин Російської Імперії — коняр Антон Омельченко, українець родом з Полтавщини. Гірєв супроводжував експедицію Скотта до 84° південної широти, а пізніше з більшістю учасників експедиції залишався в Антарктиді і брав участь у пошуках відділу Скотта.
У грудні 1912 року в складі експедиції Реймонда Прістлі піднявся на найвищу точку Антарктиди — вулкан Еребус . В знак визнання заслуг британський уряд нагородив його срібною медаллю.

### Після експедиції
Деякий час жив в Новій Зеландії, де й одружився. Не пізніше 1915 року повернувся до Ніколаєвська. Працював в «Орській золотопромисловій компанії», потім займався перевезенням вантажів з Ніколаєвська для Колчановскіх золотих копалень, був майстром на електродразі від Члянської теплової електростанції. В останні роки жив у селі Чля. У 1930 році був заарештований ОГПУ за звинуваченням у шпигунстві і підриві державної промисловості і утримувався в ув'язненні у Владивостоці, але був звільнений. Помер наприкінці березня 1933 року від серцевого нападу по дорозі додому.
Друга дружина Гірєва після його смерті переїхала на батьківщину - на Полтавщину або Сумщину.

## Вшанування пам'яті
На честь Гірєва названі одна з вершин масиву Еребус (пік Димитрія), острів в морі Дейвіса біля берега Правди на 66°32′ пд. ш. 92°59′ сх. д. / 66.533° пд. ш. 92.983° сх. д. 66°32′ пд. ш. 92°59′ сх. д. / 66.533° пд. ш. 92.983° сх. д. (острів Гірєва) і одна з вершин на землі Королеви Мод — 71°46′ пд. ш. 9°1′ сх. д. / 71.767° пд. ш. 9.017° сх. д. 71°46′ пд. ш. 9°1′ сх. д. / 71.767° пд. ш. 9.017° сх. д. (пік Гірєва).